# Cheng Zilong
Cheng Zilong (程子龙S; 27 marzo 2006) è un tuffatore cinese.

## Biografia
Nel 2025, ai campionati mondiali di nuoto di Singapore, vince due medaglie d'oro (nel sincro 10 metri e nella gara a squadre) e un bronzo nel sincro 3 metri misto.

## Palmarès
- Mondiali

Singapore 2025: oro nel sincro 10m e nella squadra mista, bronzo nel sincro misto 3m

### Coppa del Mondo
- Vincitore della Coppa del Mondo del sincro 10 m nel 2025
- Vincitore della Coppa del Mondo del team event nel 2025